# Завжди кажи «Так»
«Завжди кажи „Так“» або «Людина Так» (англ. «Yes Man») — легкий, але повчальний американо-британський романтичний комедійний фільм 2008 року з Джимом Керрі, за однойменним романом британського письменника Денні Воллеса. Фільм спонукає глядачів замислитись над своїм життям і відкрити нові горизонти, не забуваючи про важливість внутрішнього балансу. Фільм залишає позитивне враження і також підкреслює, що нові можливості можуть з'явитись у найнеочікуваніший момент...
У США кінокартина вийшла на екрани 19 грудня 2008, в Україні — 15 січня 2009.

## Сюжет
Карл Аллен (Джим Керрі) — звичайний чоловік, який веде одноманітне і нудне життя. Він працює в творчій сфері, але його креативність і ентузіазм зникли. Постійно відмовляючи друзям і знайомим у запрошеннях та пропозиціях, Карл ізолює себе від світу. Його життя кардинально змінюється після зустрічі з другом, який заохочує його відвідати семінар з особистісного зростання.
На семінарі Карл знайомиться з харизматичним тренером, який закликає учасників завжди говорити "так" на всі пропозиції. Після цього заходу Карл вирішує спробувати цю філософію. Це рішення стає для нього початком нової, несподіваної пригоди.
Почавши говорити "так", Карл відправляється на різноманітні пригоди. Він знайомиться з новими людьми, відкриває для себе нові хобі, а також закохується в чарівну співачку Елісон, яку грає Зої Дешанель. Проте з кожним новим "так" Карл стикається з новими викликами та непередбачуваними ситуаціями, які змушують його переосмислити своє життя.
Однак з часом Карл розуміє, що безмежне "так" може призвести до неприємностей. Він починає втрачати контроль над своїм життям, оскільки тепер змушений відповідати на всі запити та запрошення. Це викликає конфлікти не лише в його стосунках з друзями, але й у романтичних відносинах із Елі.
Фінал фільму показує, як Карл вчиться цінувати життя, знаходячи баланс між відкритістю до нового і здатністю відмовляти. Він усвідомлює, що не завжди потрібно погоджуватися на все, і важливо зберігати власні межі. Цей урок стає ключовим у його розвитку як персонажа.

## Основна ідея фільму
Фільм досліджує теми самоусвідомлення, особистісного зростання та важливості соціальних зв'язків. Він підкреслює, як важливо бути відкритим до нових можливостей, але також наголошує на необхідності встановлення особистісних меж.

## В ролях
- Джим Керрі — Карл Аллен
- Зоуї Дешанель — Елісон
- Бредлі Купер — Пітер
- Джон Майкл Гіґґінс — Нік
- Різ Дарбі — Норман
- Денні Мастерсон — Руні
- Фіоннула Фленаґан — Тіллі
- Теренс Стемп — Терренс Бандлі
- Саша Александер — Люсі
- Моллі Сімс — Стефані
- Луїс Гузман — чоловік, який зібрався стрибати з вікна

## Український дубляж
- Фільм дубльовано компанією CineType.
- Переклад: Сергія Безреброго
- Режисер дубляжу: Георгій Гавриленко
- Звукорежисер: Олександр Мостовенко
- Ролі дублювали: Джим Керрі/Карл — Андрій Самінін, Зої Дешанель/Еллісон — Ірина Ткаленко, Райз Дербі/Норман — Ярослав Чорненький, Моллі Сімс/Стефані — Катерина Сергеєва, Джон Майкл Гіґінс/Нік — Володимир Терещук, Саша Александр/Люсі — Катерина Брайковська, Теренс Стемп/Терренс — Віталій Дорошенко, Бредлі Купер/Пітер — Андрій Бурлуцький, Ольга Радчук, Аарон Такагаші/Лі (медбрат) — Павло Скороходько, Луїс Гузман — Андрій Твердак, Денні Мастерсон/Руні — Дмитро Завадський, Брент Бріско/Безпритульний — Євген Пашин, Юлія Перенчук, Рокі Керол/Вес Паркер — Михайло Жонін, Анатолій Пашнін, Тетяна Антонова та інші.

## Цікавинки
- Виконавці головних ролей, Джим Керрі та Зуї Дешанель, народилися в один день, 17 січня.
- Керрі спеціально для ролі став вивчати корейську мову з викладачем Джоном Сонг, щоб у фільмі реалістично показати високий рівень володіння мовою.
- Джим Керрі сам стрибнув з моста на тросі.
- Джим Керрі відмовився від стандартного гонорару за фільм і погодився на відсоток від зборів.
- Фільм базований на біографічній книзі Денні Воллеса (Danny Wallace), британського письменника, продюсера і журналіста, який провів 6 місяців відповідаючи тільки «Так».
- Рінгтон на телефоні Карла і пісня, що грає, коли Карл їде на мотоциклі — це композиція групи Journey — «Separate Ways (Worlds Apart)».
- Письменник Денні Воллес, чия книга лягла в основу фільму, знявся в ролі-камео в сцені вечірки нареченої.
- Стрибок на тросі Джим Керрі виконав з того ж моста, що й герої серіалу «Scrubs» в сьомій серії другого сезону «My First Step».

## Саундтрек

Обкладинка саундтрека

1. Eels[en] — Man Up
2. Eels — Bus Stop Boxer
3. Eels — To Lick Your Boots
4. Eels — The Good Old Days
5. Eels — The Sound Of Fear
6. Eels — Wooden Nickels
7. Eels — Flyswatter
8. Eels — Blinking Lights (For Me)
9. Eels — Somebody Loves You
10. Munchausen by Proxy (feat. Zooey Deschanel & Von Iva) — Sweet Ballad
11. Munchausen by Proxy (feat. Zooey Deschanel & Von Iva) — Uh-Huh
12. Munchausen by Proxy (feat. Zooey Deschanel & Von Iva) — Keystar
13. Munchausen by Proxy (feat. Zooey Deschanel & Von Iva) — Yes Man
14. Dinosaur Jr — In A Jar
15. Eels — Eyes Down
16. Eels — Theme From Blinking Lights
17. Eels — Your Lucky Day In Hell
18. Blackmore's Night — Olde Mill Inn
19. Expatriate — The Spaces Between
20. Gallows — Staring At The Rude Bois
21. Journey — Separate Ways (Worlds Apart)
22. The Bravery — Swollen Summer
23. The Brothers Johnson — Stomp!
24. The Raconteurs — Old Enough
25. Third Eye Blind — Jumper
26. Bloc Party — Helicopter

## Сприйняття
Оцінка на сайті IMDb — 6,8/10.

### Нагороди і номінації
У 2009 році кінокартина виграла на BMI Film Music Award нагороду за Найкращу музику (Лайл Воркмен) та на MTV Movie Awards за Найкраще комедійне виконання (Джим Керрі). Були номінації на Taurus World Stunt Awards, Artios Awards, Teen Choice Awards та Kid's Choice Awards.